# Natgeogia rastellata
Natgeogia rastellata – gatunek pająka z infrarzędu ptaszników i rodziny Barychelidae, jedyny z monotypowego rodzaju Natgeogia. Występuje endemicznie w środkowej części Nowej Kaledonii. Zasiedla lasy deszczowe.

## Taksonomia
Gatunek i rodzaj opisane zostały po raz pierwszy w 1994 roku przez Roberta Ravena na łamach Memoirs of the Queensland Museum. Opisu dokonano na podstawie pojedynczego okazu samca, odłowionego w 1990 roku na Mont Aoupinié na Nowej Kaledonii. Nazwa rodzajowa została nadana na cześć National Geographic Society, zaś epitet gatunkowy nawiązuje do wydatnego rastellum tego pająka.

## Morfologia
Holotypowa samica ma ciało długości 17 mm. Karapaks jest w zarysie jajowaty, długości 7,5 mm oraz szerokości 6,25 mm, ubarwiony pomarańczowobrązowo, porośnięty jasnym owłosieniem i delikatnymi, czarnymi szczecinkami. Część głowowa karapaksu jest mocno łukowata. Ośmioro oczu umieszczonych jest na wyraźnie wyniesionym wspólnym wzgórku; rozmieszczone są na planie trapezu o wyraźnie szerszym tyle. Jamki karapaksu są szerokie, głębokie, poprzeczne i odchylone. Nadustek nie występuje. Szczękoczułki są krótkie, przysadziste, ubarwione rudobrązowo. Na przedniej krawędzi ich bruzdy leży 10 dużych zębów, a w jej części środkowo-nasadowej 10–12 ząbków małych. Rastellum wykształcone jest w formie kolczastej listewki nad pazurem jadowym przechodzącej w wydatny, stożkowaty wyrostek. Dłuższe niż szerokie szczęki mają krótkie i niewyraźne płaty przednie oraz około setki małych kuspuli w kątach wewnętrznych. Średnice kuspuli dochodzą do 50 μm. Szersza niż dłuższa warga dolna jest pozbawiona kuspuli. Wąskie, sercowate sternum ma małe, położone brzeżnie miejsca przyczepu mięśni (sigillae) o owalnym kształcie. Nogogłaszczki mają duże i bezzębne pazurki. Odnóża są przysadziste, brązowe bez obrączkowania, porośnięte szczecinkami i przylegającymi, szarymi włoskami. Stopy mają małe, wąskie w przekroju przypazurkowe kępki włosków oraz duże pazurki, w przypadku pary pierwszej uzbrojone w trzy grube zęby, a w przypadku pary ostatniej nieuzębione. Opistosoma (odwłok) ma na wierzchu szereg wąskich, brązowych szewronów na białym tle. Spód opistosomy jest jasny z brązowymi znakami przy wewnętrznych krawędziach wieczek płuc książkowych, parą zakrzywionych linii pośrodku oraz brązowym trójkątem przed kądziołkami przędnymi pary tylno-środkowej, które to są dobrze rozwinięte i większe od krótkich kądziołków pary środkowo-bocznej. Owłosienie opistosomy jest jasne. Genitalia samicy mają dwie spermateki, każda o formie kopułki z długim płatem bocznym zwieńczonym kulką o zapadniętym szczycie. 

## Zachowanie i występowanie
Pająk ten zamieszkuje lasy deszczowe. Należy do drapieżników polujących z ukrycia. Buduje prostą, rurkowatą norkę od długości od 6 do 8 cm wyściełaną pajęczyną. Jedyne wejście do niej zamknięte jest wieczkiem o grubości od 2 do 3 mm.
Gatunek ten występuje endemicznie w środkowej części Nowej Kaledonii, gdzie znany jest tylko z miejsca typowego na górze Mont Aoupinié. Spotykany był na wysokości 890 m n.p.m., na pobrzeżu strumienia.